# Gabriele Hoffmann (Wahrsagerin)
Gabriele Hoffmann (* 4. Oktober 1954 in Berlin) ist eine deutsche Wahrsagerin und Astrologin.
Nach einer Ausbildung zur Krankenschwester wechselte sie mit 19 Jahren den Beruf und wurde 1973 Wahrsagerin. Hoffmann trat in Fernsehshows von Joachim Fuchsberger, Lou van Burg und Rudi Carrell auf und ist noch heute gelegentlich Gast in Talkshows in Deutschland, Österreich und der Schweiz. In mehreren TV-Dokumentationen wurde über ihr Leben sowie über ihre angeblichen paranormalen Fähigkeiten berichtet. 1995 bestritt sie 16 eigene Fernsehsendungen in der Reihe Zwischenwelten im Berliner Lokalsender 1A.
Gabriele Hoffmann lebt und arbeitet in Berlin, ist verheiratet und hat einen Sohn.

## Veröffentlichungen
- Langes Glück übern kurzen Weg. Deutschlands prominenteste Wahrsagerin. Ritter, Herrsching 1977, ISBN 3-920788-15-X.
- Die Zukunft kann man nicht belügen. Meine Erlebnisse, Erfahrungen und Begegnungen als Wahrsagerin. Scherz, Bern / München / Wien 1982, ISBN 3-502-18319-8. (Neuauflage: Heyne, München 1985, ISBN 3-453-02058-8)
- Wahrsagen. Wegweiser für Schicksal und Zukunft. Hugendubel, München 2007, ISBN 3-7205-6022-8.